# Honra (peça de teatro)
Honra (no original em inglês, Honour) é uma peça de teatro de autoria da dramaturga australiana Joanna Murray-Smith em 1995.
Fala sobre uma mulher de 50 anos que, após 30 anos de casamento, é trocada por outra mais jovem.

## Encenação no Brasil
No Brasil, a peça foi apresentada de 1999 a 2001, e foi dirigida por Celso Nunes. O elenco era formado por Regina Duarte, Marcos Caruso, Gabriela Duarte e Carolina Ferraz, substituída posteriormente por Renata Quintela .